# ادوارد کیتسیز
ادوارد لارنس "ادی" کیتسیز (انگلیسی: Edward Lawrence "Eddy" Kitsis؛ زادهٔ ۴ فوریهٔ ۱۹۷۱ ) یک فیلم‌نامه‌نویس اهل ایالات متحده آمریکا است.

## فیلم‌شناسی
وی فیلم‌نامه‌نویس فیلم‌هایی همچون روزی روزگاری در سرزمین عجایب، روزی روزگاری، لاست و ترون: میراث بوده است.